# 小行星1297
小行星1297（1297 Quadea）是一颗围绕太阳公转的小行星。1934年1月7日，卡爾·威廉·萊茵姆特在海德堡发现了此天体。
該小行星以萊茵姆特兄弟的岳母命名。
这颗小行星的绝对星等为10.9等。